# Marsupella commutata
Marsupella commutata (Gymnomitrion commutatum) ist eine Moosart der Ordnung Jungermanniales.

## Merkmale
Die Stämmchen tragen zahlreiche, gleich lange Äste. Sie wachsen in dichten, schwarzbraunen, polsterartigen, ein bis zwei Zentimeter hohen Rasen. Die Blätter sind ausgebreitet brei-eiförmig bis abgerundet quadratisch. Die Blätter sind auf einem Drittel der Länge eingeschnitten und so in zwei stumpf zugespitzte Lappen geteilt. Am Blattrand ist eine Zellreihe umgebogen. In der Blattmitte sind die Zellen 8 bis 9 × 12 bis 14 Mikrometer groß. Die Eckverdickungen sind dreieckig oder quadratisch und wasserhell. Das Zellgewebe erscheint dadurch schachbrettartig. Sporogone sind von dieser Art nicht bekannt.

## Verbreitung und Standorte
Die Art ist in Europa endemisch. Sie kommt in der alpinen Höhenstufe der Alpen, des Massif Central, der Hohen Tatra vor, sowie am Feldberg (Schwarzwald) und auf Island. Sie wächst auf Felsschutt und in Felsspalten auf kalkfreiem Gestein.

## Belege
- Jan-Peter Frahm, Wolfgang Frey, J. Döring: Moosflora. 4., neu bearbeitete und erweiterte Auflage (UTB für Wissenschaft, Band 1250). Ulmer, Stuttgart 2004, ISBN 3-8001-2772-5 (Ulmer) & ISBN 3-8252-1250-5 (UTB).